# プラハ・カレル大学
カレル大学（カレルだいがく）またはプラハ大学（プラハだいがく、チェコ語: Univerzita Karlova v Praze、ドイツ語: Karls Universität、英語: Charles University）は、1348年に神聖ローマ皇帝カール4世（ボヘミア王カレル1世）によって創立された、チェコのプラハに所在する同国最高峰の総合大学であり、中欧・東欧において最も歴史を有する。
ボヘミア王国の首都プラハが神聖ローマ皇帝の在所だった時期に、神聖ローマ帝国によって創立された帝国領内最古かつドイツ語圏最古の中世大学である。創立直後は、神学部長であり、チェコ語の正書法を確立したヤン・フスが宗教改革の先駆者として活躍。アルベルト・アインシュタインやエルンスト・マッハも教鞭を取った。第一次世界大戦、第二次世界大戦期にたびたび分裂と閉鎖を繰り返し、現在は名称をカレル大学という。ヨーロッパにおいて長い歴史と権威を有する大学で構成されるコインブラ・グループに属する。大学の校舎は、たとえば本部と哲学部は旧市街、医学部はフラチャヌィの丘といった具合にプラハの街中に散在している。

## 学部
現在、以下の学部が設置されている。
- 神学部
  - 第1神学部（カトリック）
  - 第2神学部（プロテスタント）
  - 第3神学部（フス派）
- 法学部
- 芸術哲学部 - 日本学科がある。
- 教育学部
- 社会科学部
- 人文学部
- 医学部
  - 第1医学部
  - 第2医学部
  - 第3医学部
  - プルゼニ校
  - フラデツクラーロベー校
- 薬学部
- 理学部
- 数物学部
- 体育スポーツ学部

## 歴史

### プラハ大学の創立

#### 創立者カール4世

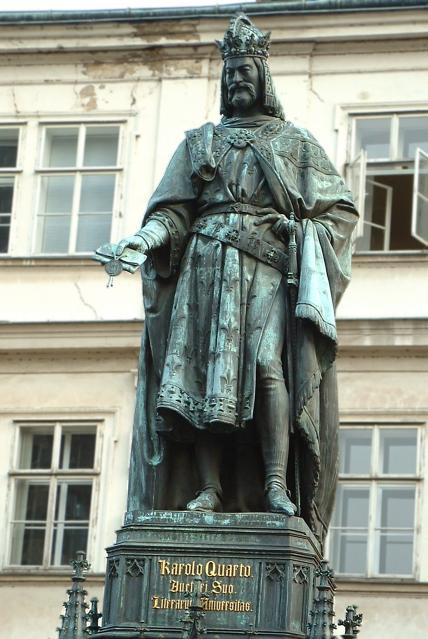
プラハにあるカール4世像

プラハ大学を創立したのは、まだローマ王（中世ドイツの君主）になって間もなかったカール4世（在位：1347年 - 1378年）である。カール4世は1316年にプラハで生まれた後、1323年から1330年までパリの宮廷に預けられ、パリ大学にて学問を修めている。この経験が、後の大学創設に影響を与えたと考えられている。またこの時期に、後のローマ教皇クレメンス6世と親交を結んでおり、この関係がプラハ大学創立を強く後押しした。パリ大学にて学問を修めた彼は、当時の君主の中でも屈指の教養ある君主として知られており、当時の共用語であったラテン語はもちろんのこと、チェコ語、フランス語、ドイツ語、イタリア語を自由に使うことができたという。1346年、カール4世は父ヨハンの後を継いでベーメン（ボヘミア）王カレル1世になり、また前後して当時のドイツ国王ルートヴィヒ4世の対立王に選出される。1347年にルートヴィヒが死去すると単独のローマ王となり、1355年にローマにて神聖ローマ皇帝として戴冠を行っている。こうして神聖ローマ帝国皇帝となったカールは、ベーメンを帝国の中心とすべく様々な活動を行っていく。カールは、大学設立前の1344年にマインツ大司教座に属していたプラハ司教座を独立の大司教座へと昇格させている。このときカールは教皇クレメンス6世と交渉をしている。こうして、プラハ大学設立の準備が整い、創立の1348年を迎える。

#### プラハ大学創立

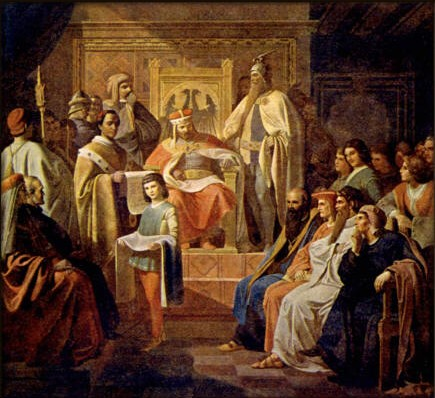
プラハ大学建学式の皇帝カール4世。大司教が4つの学部の代表者の前で憲章を読み上げる。（画）ヨーゼフ・マティアス・トレンクヴァルト

こうしてベーメンの首都プラハに大司教座がおかれ、カールはいよいよ大学設立の交渉を教皇クレメンス6世と開始する。初代プラハ大司教エルネストと教皇庁との交渉の結果、1347年に、クレメンス6世の名で設立特許文書が発布される。これを受けて、カールはベーメン王として1348年に設立特許文書をプラハにて発布する。その中で、首都プラハに大学（studium generale）を設置する旨を発表し、大学の学生と教師に様々な特権を付与することを述べている。その後、1349年の勅書（通称アイゼナハ特許状）にてこれを確認している。学監はプラハ大司教とし、教師と学生は主にプラハ市内から集められたが、ヨーロッパ各地からも集まった。

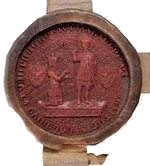
大学の印章。1360年頃

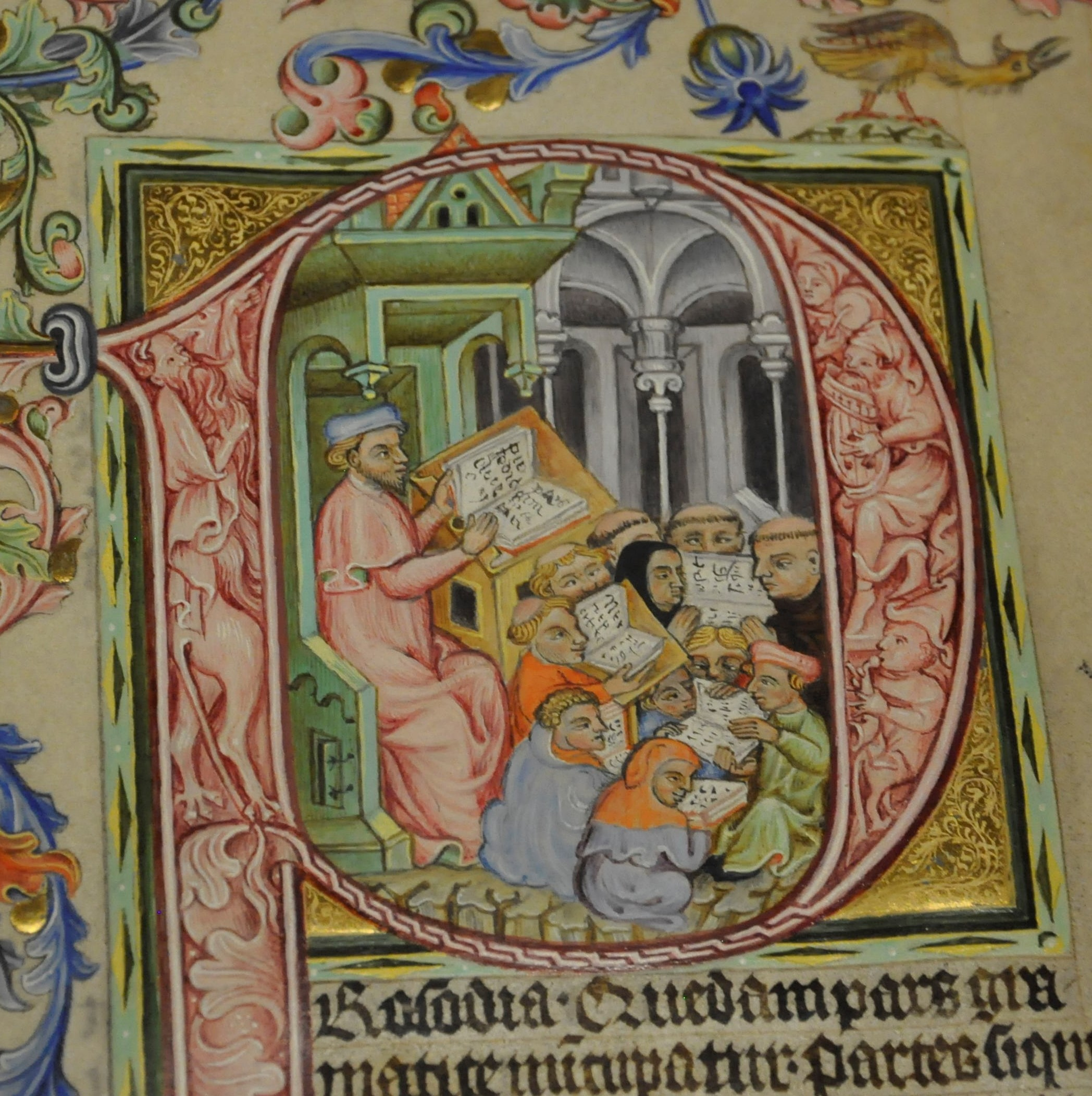
中世の文書に描かれた教師と学生

#### プラハ大学の組織
プラハ大学は、当時存在していた大学と同様に、神・医・法の上級3学部と教養学部からなっていた。大学所属員は、学部という所属と共に、主に出身地による4つの同郷団（natio： マイセン、バイエルン、ポーランド、ベーメンの4つ）に属していた。つまり大学全体を2通りに分けていたのである。プラハ大学での大学所属員とは教師と学生を指しており、教師中心のパリ大学方式と学生中心のボローニャ大学方式を合わせた新たな方式といえよう。しかし、この両者を併せ持ったことにより、プラハ大学は様々な危機に直面することとなる。大学の意思決定機関は大学所属員全員による全学会議であったが、これとは別に大学評議会がつくられ、この評議員を教師が占めることになり、次第に大学は教師による運営へと傾いていく。

### プラハ大学の分裂と特権剥奪

#### 危機の予兆
教師中心の大学運営へと傾くにつれ、学生の中から不満をもつものが現れ始める。彼らは法学部所属の人間が多かった。結果として、大学所有の建物の管理をめぐる対立により、法学部が分離することとなる。この分離は、パリ大学方式とボローニャ大学方式を併せ持つことによるひずみが生じているのである。その後、この分離は収まるものの、その後の大学状況に大きな影を落とす。

#### ベーメン人の台頭

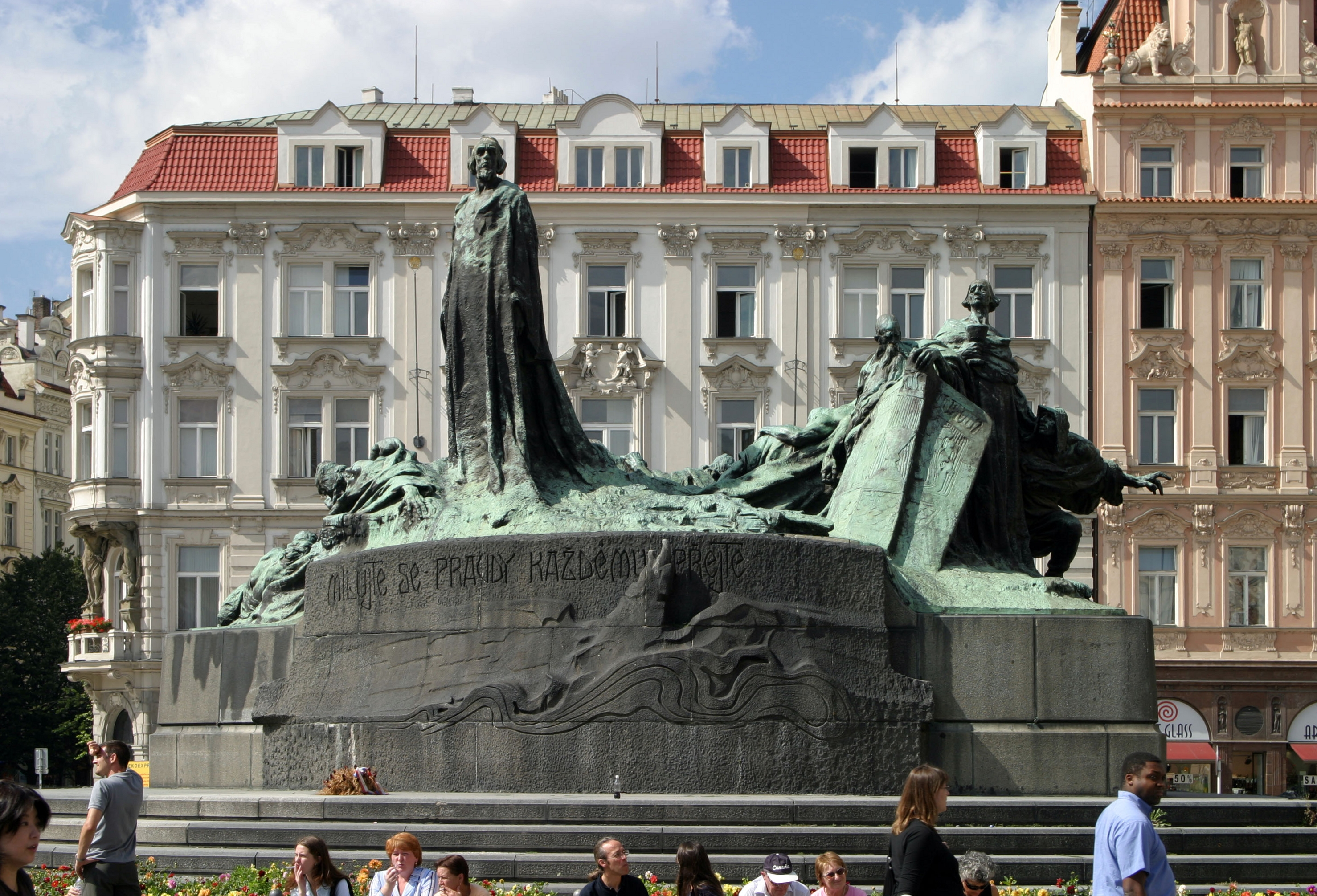
プラハのヤン・フスの銅像

加えて、この時期ベーメン人とドイツ人との間の対立が激化した。そのような中現れたのが、ベーメンの神学者ヤン・フスであった。プラハ大学の学長を務めたほどの人物であったが、イングランドのジョン・ウィクリフに影響を受けたその教えはやがてチェコ人の間に広まり、大学内に入った亀裂は次第に大きくなった。

#### 皇帝位をめぐる争い
皇帝カール4世の死後、後を継いだのは息子のヴェンツェルであった。しかしヴェンツェルは「品行方性らしからぬ」という理由で1400年に皇帝位を廃位されてしまい、代わってプファルツ選帝侯ループレヒトが皇帝となる。しかしヴェンツェルはこれを認めず、ループレヒトと対立する。加えて、この当時キリスト教会内での教会大分裂によりヨーロッパ全土が分裂する中、ローマ派の教皇を支持するループレヒトに対し、ヴェンツェルは当時発言力を増していたベーメン勢力と手を結び、ベーメン国内のドイツ人たちを駆逐しようとする。

#### クトナー・ホラ勅令の発布とドイツ人の退去
かかる状況の中、1409年にヴェンツェルは「皇帝」としてクトナー・ホラ勅令を発布する。この勅令はプラハ大学の運命を決定するものであった。元来、大学での全学会議は先の同郷団単位での投票により決定されていた。しかし、プラハ大学ではドイツ人が優勢であり、ベーメン人の意見は通らないことが多かった（4つの同郷団のうち、ベーメン以外の同郷団はドイツ人で占められており、結果的に投票は3対1となってしまう）。クトナー・ホラ勅令は、この投票方式を変更するものであった。すなわち、ベーメン同郷団に3票の投票権を与える代わりに、ドイツ人系同郷団は1票しか行使できなくなったのである。こうして、ベーメン人は大学運営を自らに有利なように進めることができるようになったのである。他方、ドイツ人系大学所属員は不満をもち、ヴェンツェルに対して勅令の撤回を申し入れ、聞き入られない場合は大学を退去する旨の決議をした。しかし、ヴェンツェルはそれを受け入れず、新方式による投票でベーメン人の新学長選出を強行し学長職を譲るよう迫ったのである。これを受けて、ドイツ人たちはついに大学を退去する決意を固める。彼らは同年5月にプラハを退去し始める。彼らの多くは、商業都市として名声を博していたライプツィヒに移り住む。そしてこの地でライプツィヒ大学を創立するのである。
| 時代                     | 時期                                   |
| ------------------------ | -------------------------------------- |
| 創設期                   | 1349年–1419年                          |
| プロテスタント神学校     | 1419年–1622年                          |
| 大学再興（カトリック系） | 1622年–1882年 (1740年、帝国大学に移行) |
| 大学の分割               | 1882年–1940年                          |
| チェコ・カレル大学に改称 | 1940年5月8日                           |
| プラハ・カレル大学       | 1945年–現在                            |

#### フス戦争と大学特権の剥奪
ドイツ人の去ったプラハ大学では、ベーメン人が中心となった。その彼らの精神的支柱となったのが、宗教改革の先駆者であるプラハ大学学長のヤン・フスであった。しかし、贖宥状の批判等の反教的言説によりカトリック教会から敵視され、教会大分裂を収束するためのコンスタンツ公会議でフスが有罪とされ、1415年に焚刑に処せられると、ベーメンでは1419年にフス戦争が勃発する。ハンガリー王にして神聖ローマ皇帝だったジギスムント（ヴェンツェルの弟）は十字軍を結成してフス派を撃滅せんとしたが、逆にフス派は連戦連勝を飾り、事実上フス派のボヘミア王国を実現することになる。しかし、内部分裂によってフス派の主力勢力であったターボル派が壊滅し、1431年のバーゼル公会議において、プラハ大学に与えられていた特権は剥奪されることになった。これにより、大学としてのプラハ大学はいったん終結することとなる。

### 大学再興

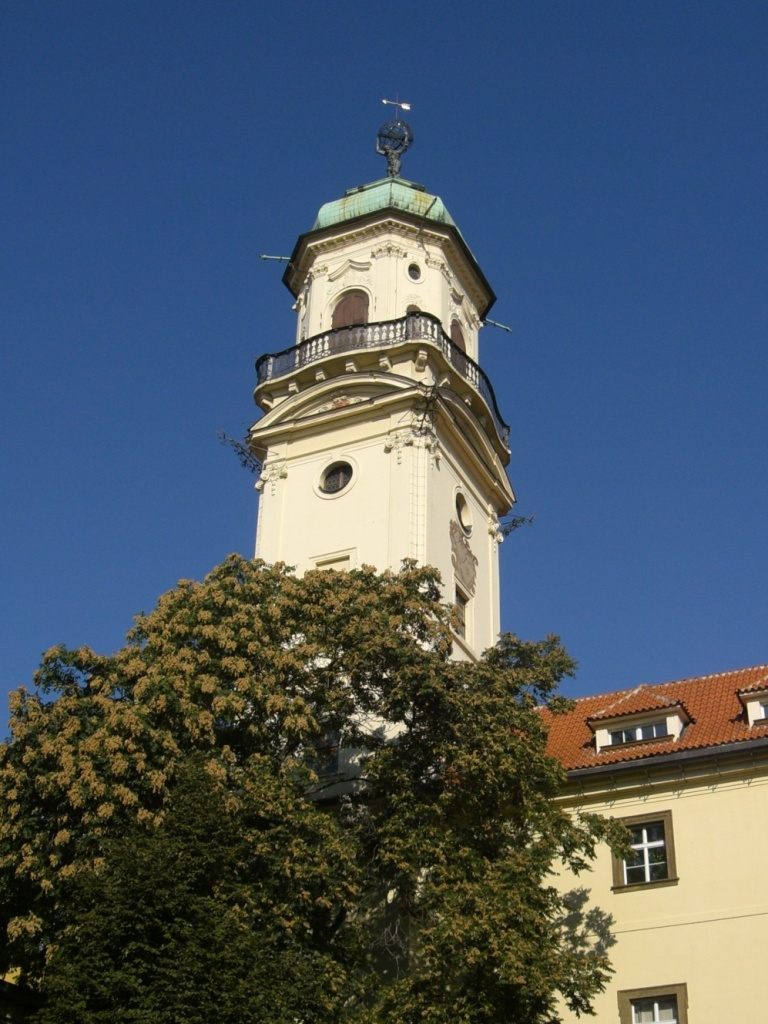
コレギウム・クレメンティナム – 天文観測塔（17-18世紀）

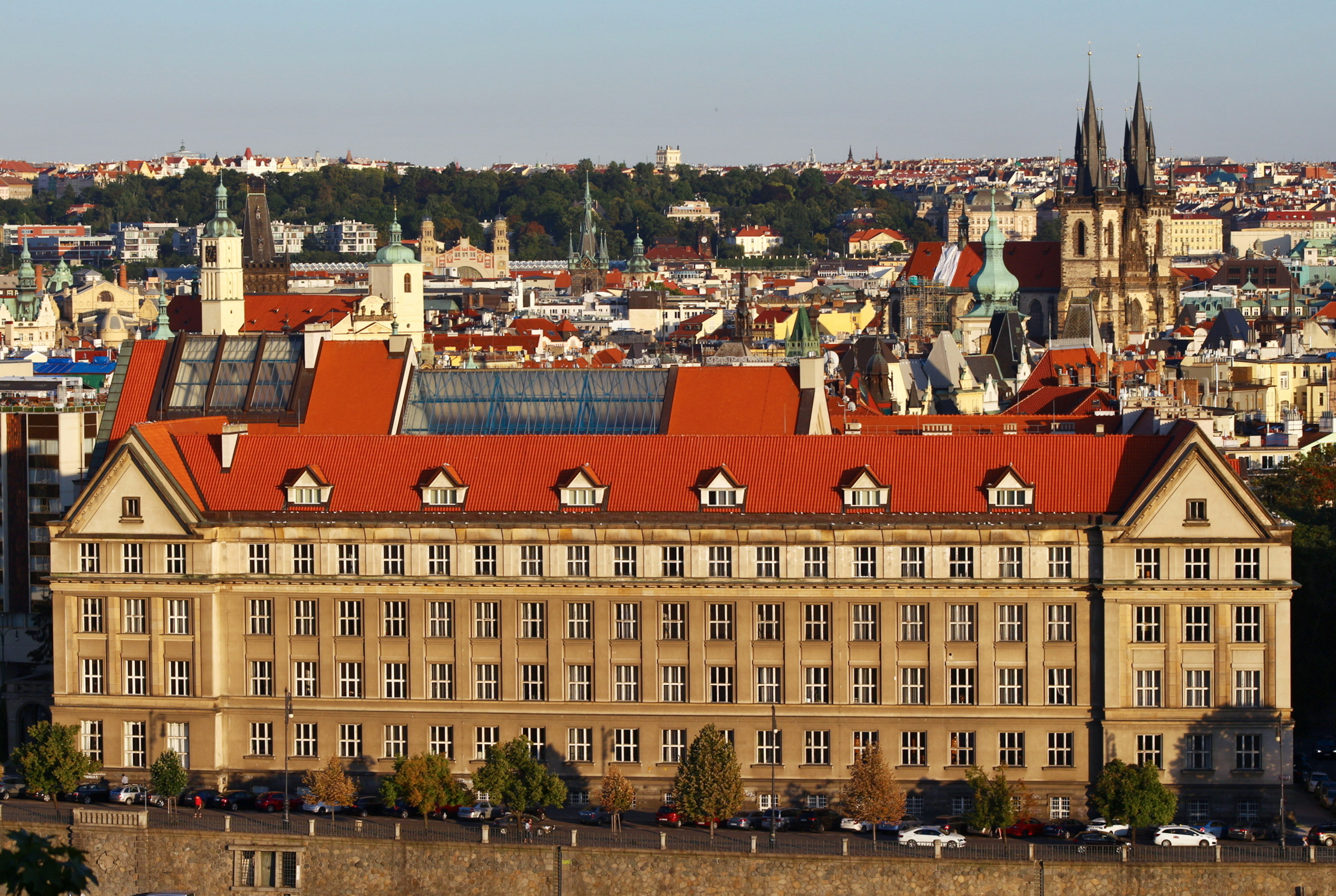
法学部棟

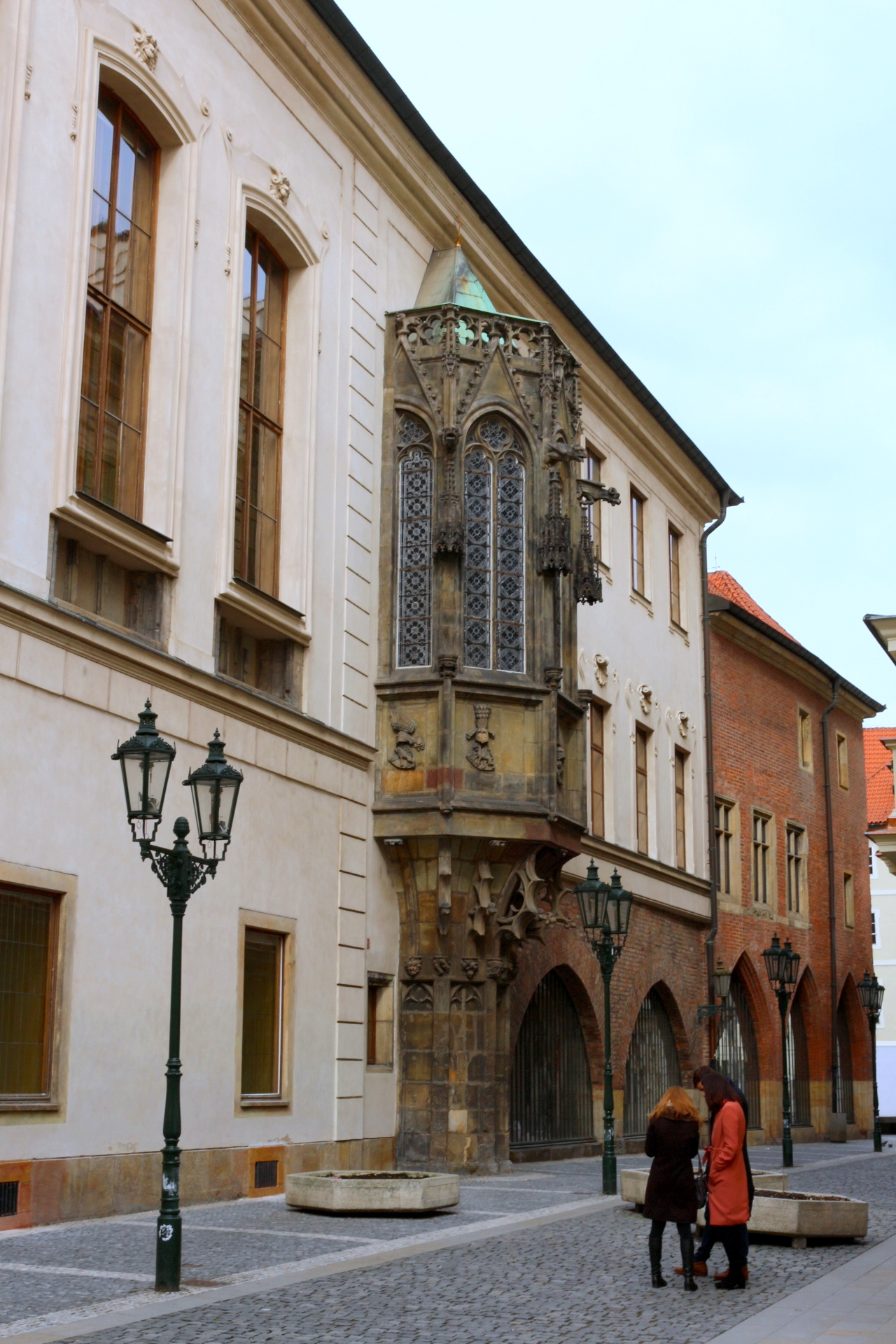
14世紀に建てられた大学最古の校舎

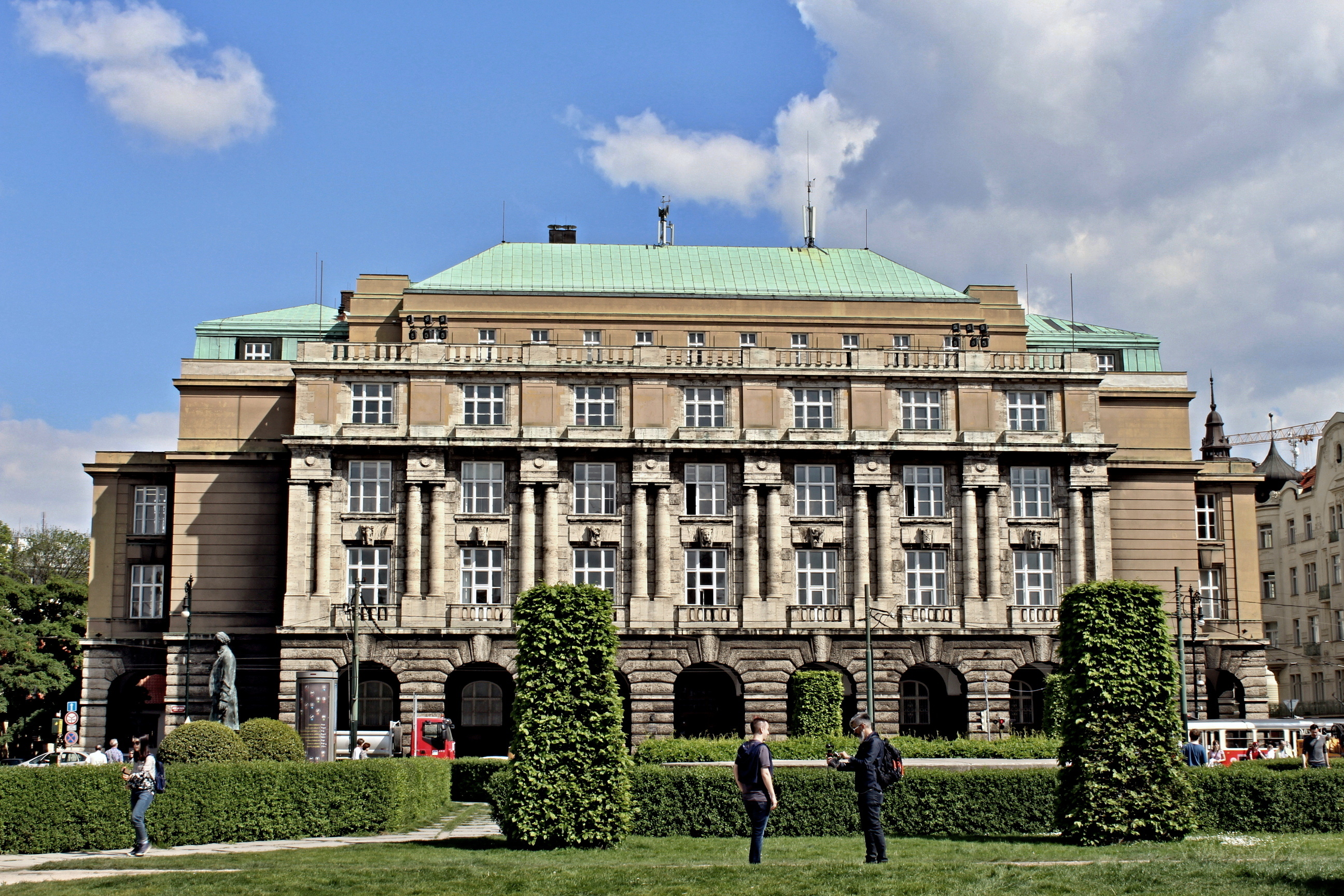
芸術哲学部棟（1930年）

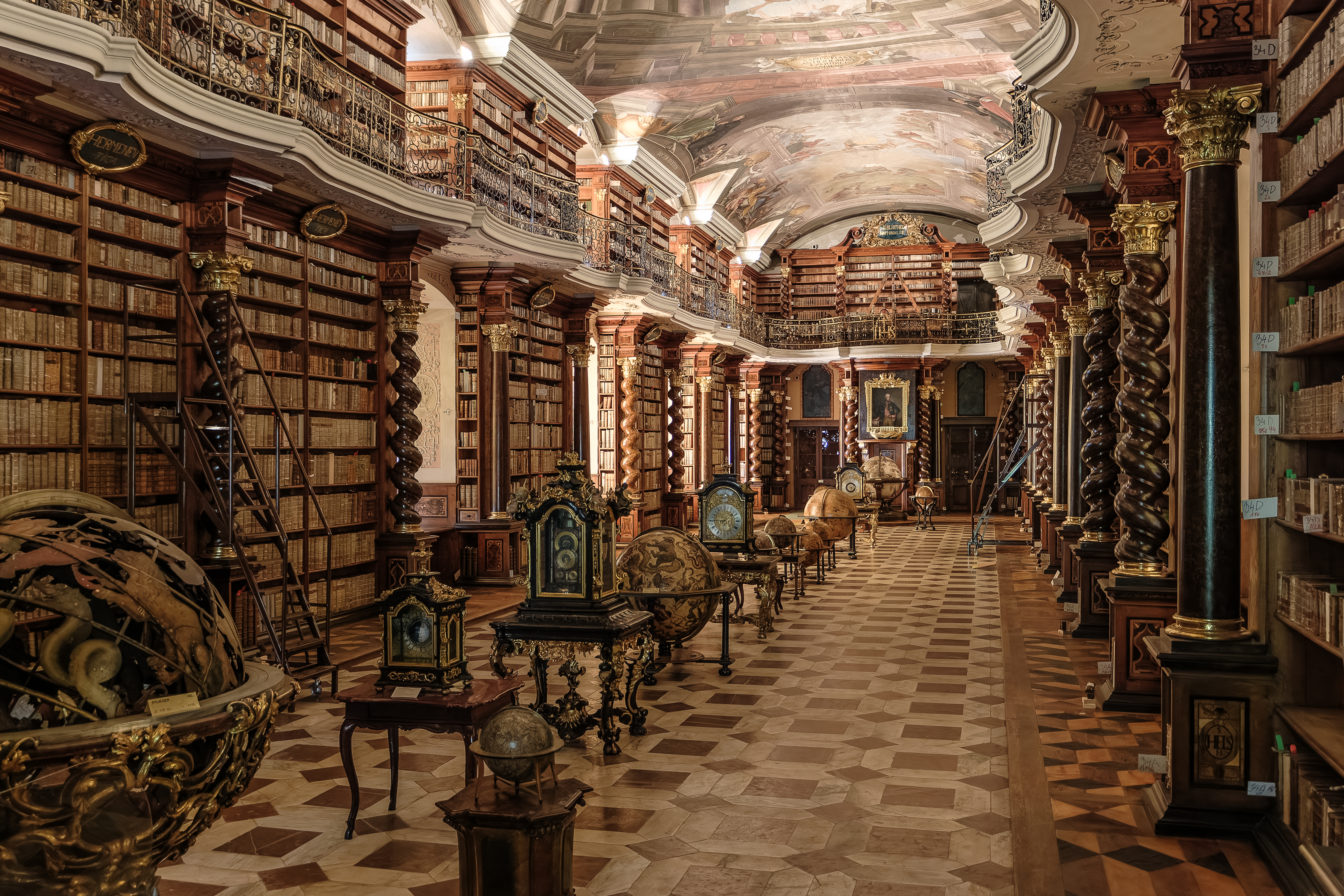
1777年に開館した大学図書館（現在はチェコ国立図書館）

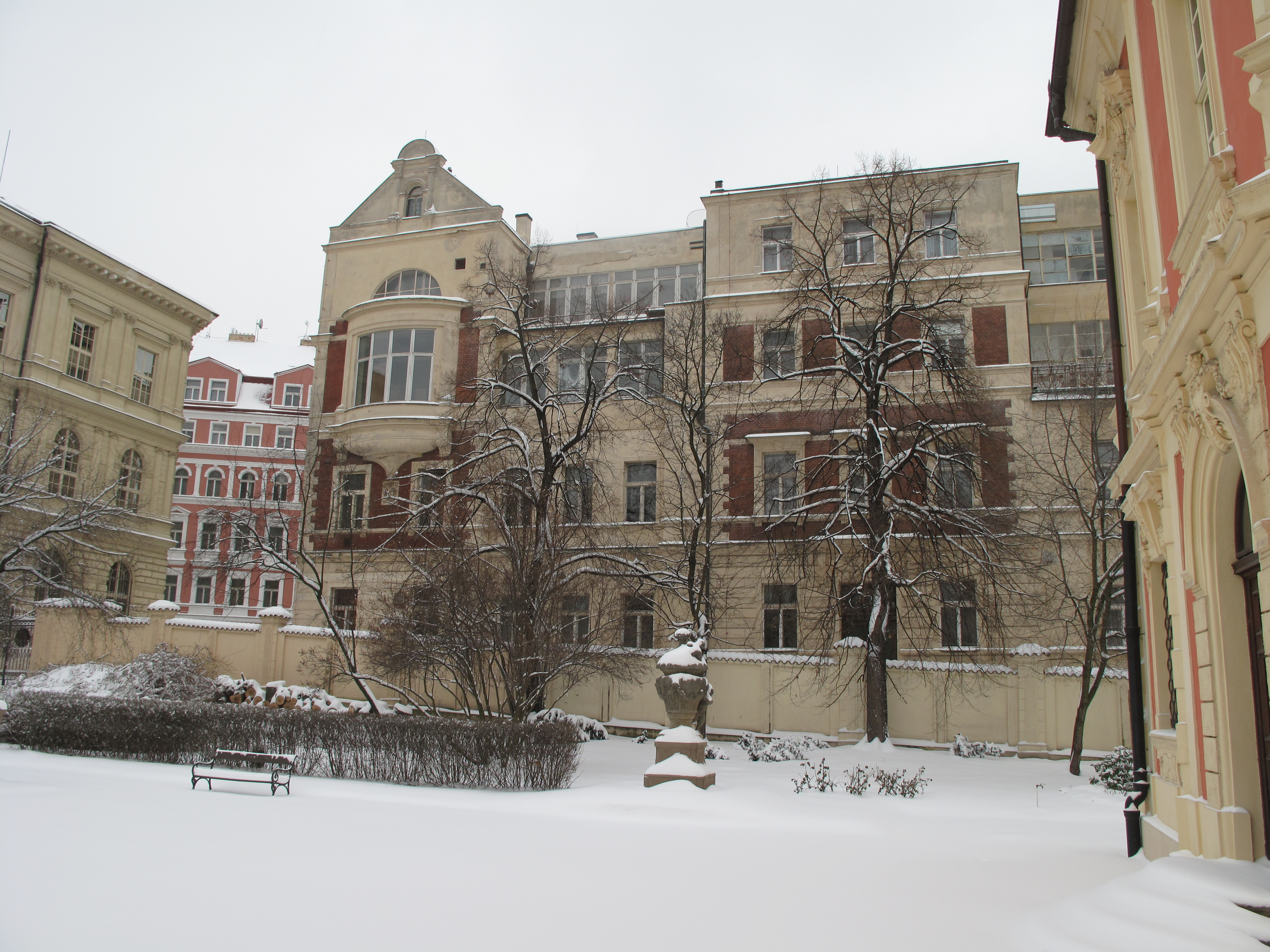
第一医学部棟

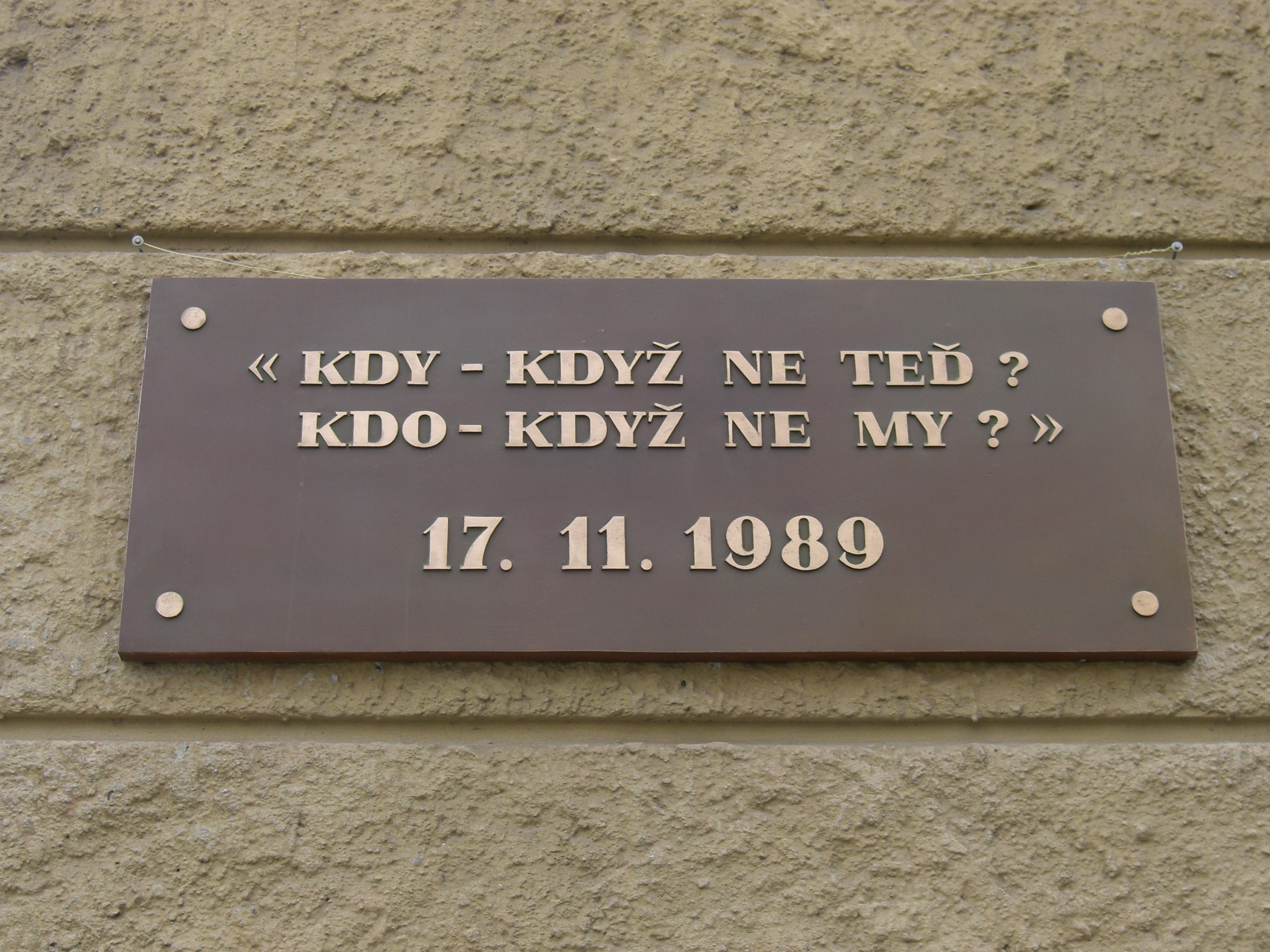
チェコ大学閉鎖50周年集会の記念の銘板。
《今やらずして、何時やるか？
我等やらずして、誰がやるか？》
1989年11月17日

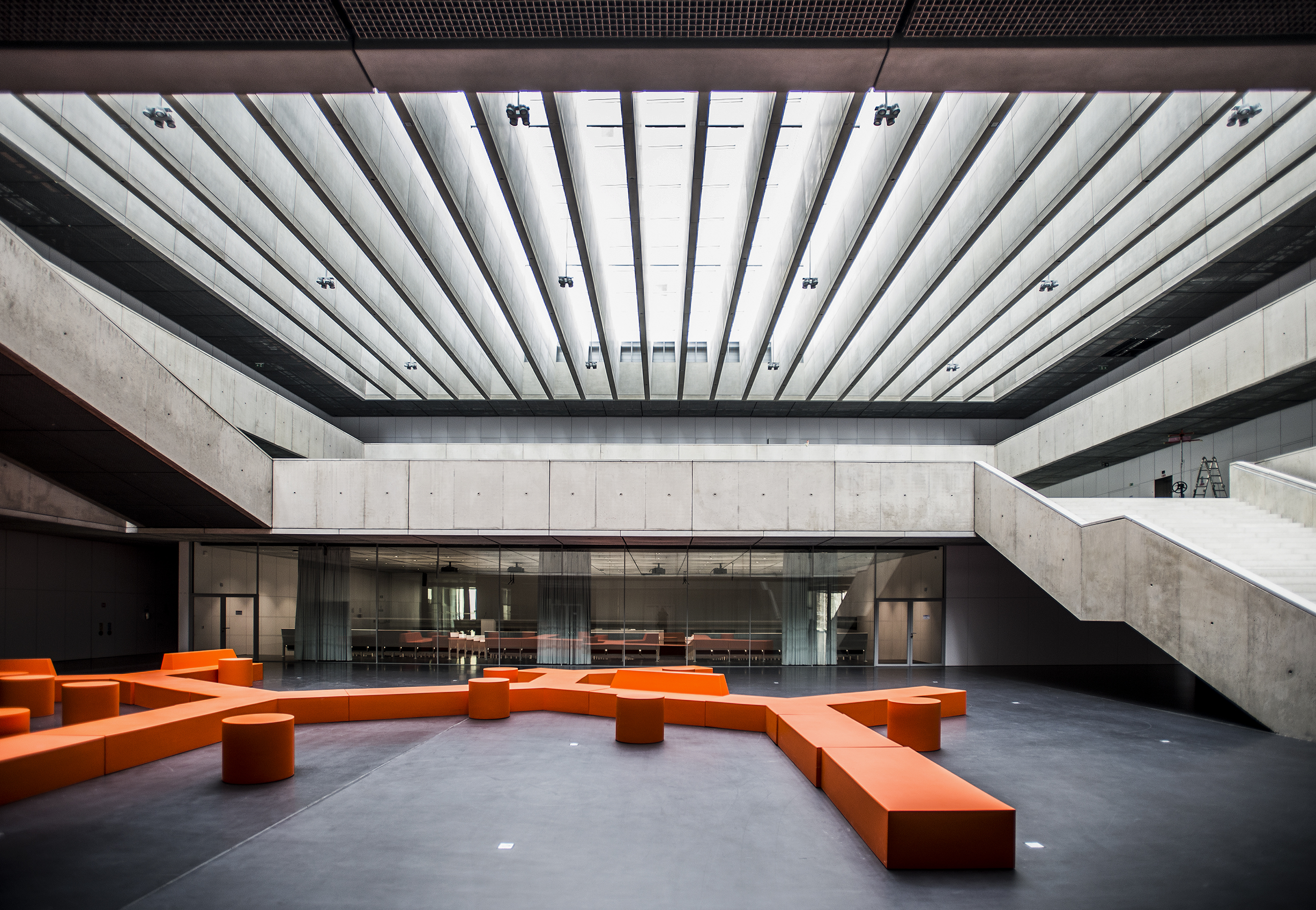
人文社会学部キャンパス

大学特権を失ったプラハ大学は神学部を中心とする人文系の小大学として存続していたが、1622年にイエズス会が大学の運営に参画し1638年に至って皇帝フェルディナント3世の勅許により哲学部・文学部に加え法学部・医学部が復活し再興を見た。三十年戦争を何とか凌ぎながら1654年に大学名をシャルル・フェルディナンド大学と改称し、1740年にはマリア・テレジアによって大学運営からイエズス会が排除され、再び神聖ローマ帝国直属の大学となる。

### 19世紀における分裂
19世紀になりチェコ人が経済的に台頭してくるとチェコ人とドイツ人との対立が学内にも及び、教員や学生の間に対立を引き起こした。このため1882年にチェコ＝ドイツ・シャルル・フェルディナント大学と帝国立チェコ・カレル・フェルディナンド大学の2大学に分割、これによってチェコ人の入学者が増え1910年にはドイツ系の学生が3割に対しチェコ系の学生が7割にものぼるまでに至った。

### 20世紀における分裂と統合
オーストリア＝ハンガリー帝国が崩壊しチェコスロバキアが成立すると、両大学ともドイツ・プラハ大学とチェコ・カレル大学としてそれぞれ国立大学として存続した。チェコスロバキア併合でチェコがナチス・ドイツ占領下に置かれると、チェコ系の大学が閉鎖されるばかりかユダヤ人の教員や学生がホロコーストの犠牲となり、少なからざるチェコ人の学生がオックスフォード大学へ留学の形で亡命し卒業することとなった。
ソビエト連邦によってチェコスロバキアが解放されると、ドイツ人は追放された上にドイツ・プラハ大学も閉鎖。19世紀以来続いていたドイツ系とチェコ系の大学の並立状態が解消され、現在に至る。

### 戦後のプラハ大学
1968年のプラハの春、1989年のビロード革命において、カレル大学の学生達が重要な役割を果たした。特にビロード革命では、カレル大学医学部前から、反体制派の学生達がデモ行進を始めたのが革命の発端となった。学生達は市民へ民主化を訴え、またたく間に全国に広がった大規模なストライキは、共産党政権の平和裏な崩壊へとつながった。

## 評価
2025年QS世界大学ランキングでは世界第246位とされ、東欧では第1位だった。地理学、社会学、哲学、政治学、経済学、歴史学、人文学が101～150位だった。2022年CWTSライデン大学ランキングでは、世界第197位だった。2021年USニューズ&ワールド・レポートランキングでは世界第196位だった。神聖ローマ帝国が創立した最古の大学（他にウィーン大学とハイデルベルク大学）として、世界ランキングの潮流とは一線を画している。とは言え、英語プログラムも多く、国際色は豊かであり、ヨーロッパ最古の名門大学の１つとして、特に中央・東ヨーロッパ域内において、最高峰の権威を有している。

## 日本の提携大学
- 京都大学
- 大阪大学
- 北海道大学
- 筑波大学
- 東京外国語大学
- 慶應義塾大学
- 早稲田大学
- 同志社大学
- 立命館大学
- お茶の水女子大学
- 神戸大学
- 金沢大学

## 主な出身者

### 自然科学
- カール・フェルディナンド・コリ - 生化学者、ノーベル生理学・医学賞受賞
- ゲルティ・コリ - 生化学者、ノーベル生理学・医学賞受賞
- ヤロスラフ・ヘイロフスキー - 化学者、ノーベル化学賞受賞
- ニコラ・テスラ - 発明家、物理学者、電気技術者
- エデュアルト・チェック- 数学者（チェック理論）
- ヤン・エヴァンゲリスタ・プルキンエ- 医学者（プルキンエ細胞）
- ベルナルト・ボルツァーノ - 数学者、哲学者
- ルボシュ・コホーテク - 天文学者
- 呉建 - 内科学者、東京帝国大学医学部附属医院医長（戦前のノーベル生理学・医学賞候補者）
- ミロスラフ・ホルブ - 免疫学者、詩人
- ハンス・セリエ - 生理学者
- アンドリア・モホロビチッチ - 地質学者、気象学者

### 文学・社会科学
- ヤン・フス - 神学者、宗教改革の先駆者
- フランツ・カフカ - 作家
- カール・メンガー - 経済学者
- ヤン・パトチカ - 哲学者
- マックス・ブロート - 作家
- ヨゼフ・ドブロフスキー - 歴史家、チェコ民族再生運動の中心人物
- ヤン・ネルダ - 作家
- ヨセフ・ユングマン - 詩人、チェコ国家復興運動の指導者
- カレル・チャペック - 作家
- カレル・ハヴリーチェク・ボロフスキー - 作家、詩人
- アヴィグドル・ダガン - 詩人、外交官
- ベルナルト・ボルツァーノ- 哲学者、論理学者、数学者
- ボフミル・フラバル - 作家
- カレル・ヒネク・マーハ - 詩人
- ミラン・クンデラ - 作家
- マックス・ヴェルトハイマー - 心理学者
- スタニスラフ・グロフ - 心理学者
- ヴィクトル・ダイク - 詩人、小説家、劇作家
- ヤン・ボードゥアン・ド・クルトネ - 言語学者
- アロイス・イラーセク - 歴史小説家、歴史劇作家

### 政治家・官僚
- ヴェンツェル - 神聖ローマ帝国のローマ王
- ミハウ・コリブト・ヴィシニョヴィエツキ - ポーランド・リトアニア共和国の国王
- エドヴァルド・ベネシュ - 社会学者、第2代チェコ共和国大統領
- ヴラジミール・シュピドラ- 第4代チェコ共和国首相
- スタニスラフ・グロス - 第5代チェコ共和国首相
- ペトル・フィアラ - 第13代チェコ共和国首相
- フランチシェク・クリーゲル - 政治家、プラハの春の指導者
- ミラン・シュテファーニク - 軍人、チェコスロバキア共和国独立運動の指導者
- カレル・クラマーシュ - 初代チェコスロバキア共和国首相
- ヤン・チェルニー - 第3代チェコスロバキア共和国首相
- エミール・ハーハ - 第3代チェコスロバキア共和国大統領
- カール1世 - 最後のオーストリア皇帝、最後のボヘミア王
- アロイス・ラシーン - 経済学者、チェコスロバキア共和国大蔵大臣
- アリス・マサリク-　政治家、社会学者
- サンジャースレンギーン・オユーン - 地理学者、モンゴル人民共和国外務大臣
- ニャホ・ニャホ=タマクロー - ガーナの政治家、ガーナサッカー協会元会長、医師

### その他
- ネポムクのヨハネ - ローマカトリック教会の聖人
- クリストフ・ヴィリバルト・グルック - 作曲家
- ヨハン・シュターミッツ - 作曲家、ヴァイオリニスト
- ヤン・パラフ - 反体制活動家
- ズデニェク・スヴェラーク - 脚本家、劇作家
- ダナ・ブロツコバ - オリエンテーリング選手
- イワン・ハシェック - サッカーチェコスロバキア代表
- ペトル・コプシュタイン - エアレース選手

## 主な教員
- アルベルト・アインシュタイン - 理論物理学者、ノーベル物理学賞受賞
- エルンスト・マッハ - 理論物理学者
- ヤン・フス - 宗教家、宗教改革者
- トマーシュ・マサリク - 哲学者、初代チェコスロバキア共和国大統領
- ピョートル・ボガトゥイリョーフ - 民族誌学者
- ヤン・パトチカ - 哲学者
- ルートヴィヒ・アルムブルスター - 哲学者

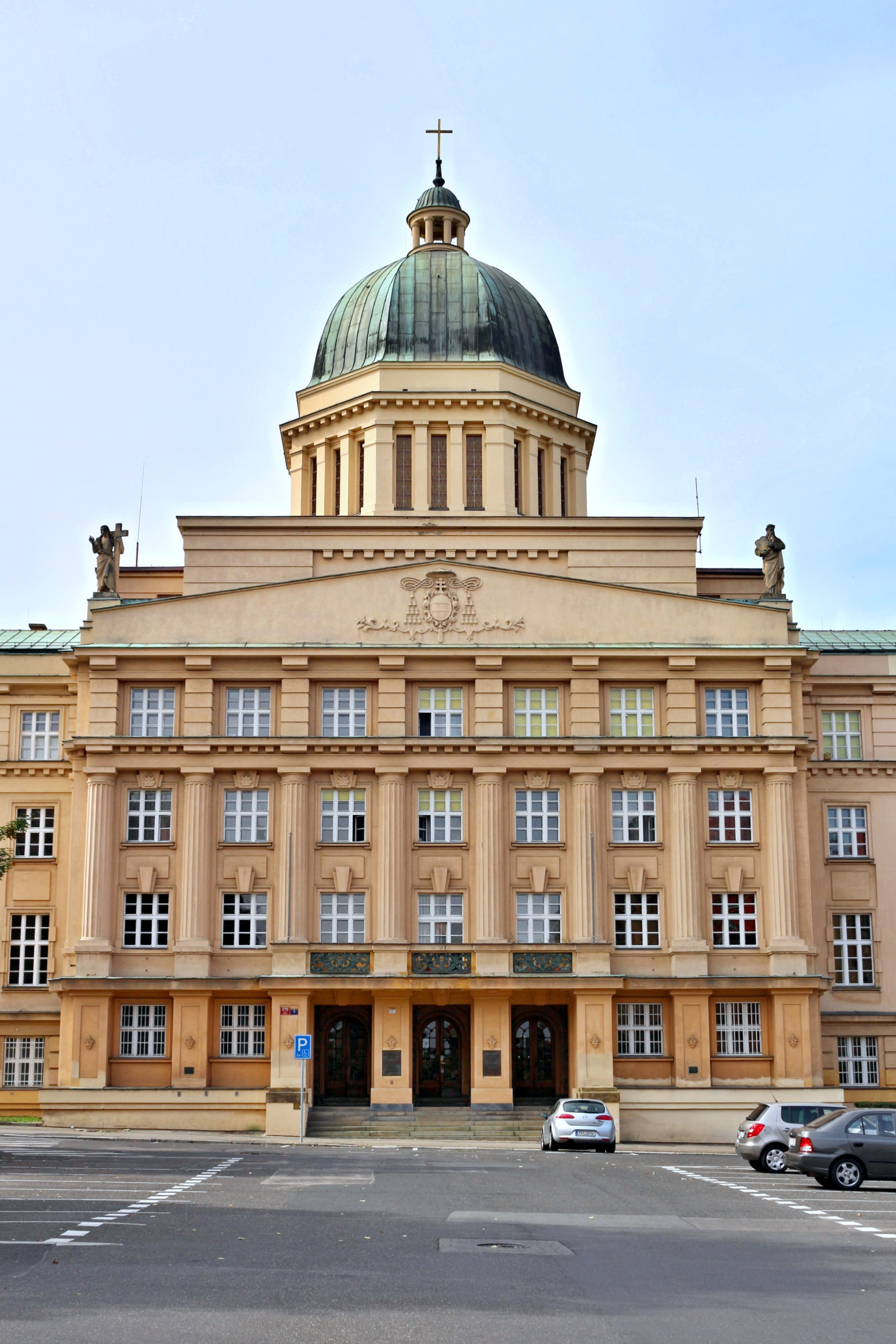
神学部 (1929年)
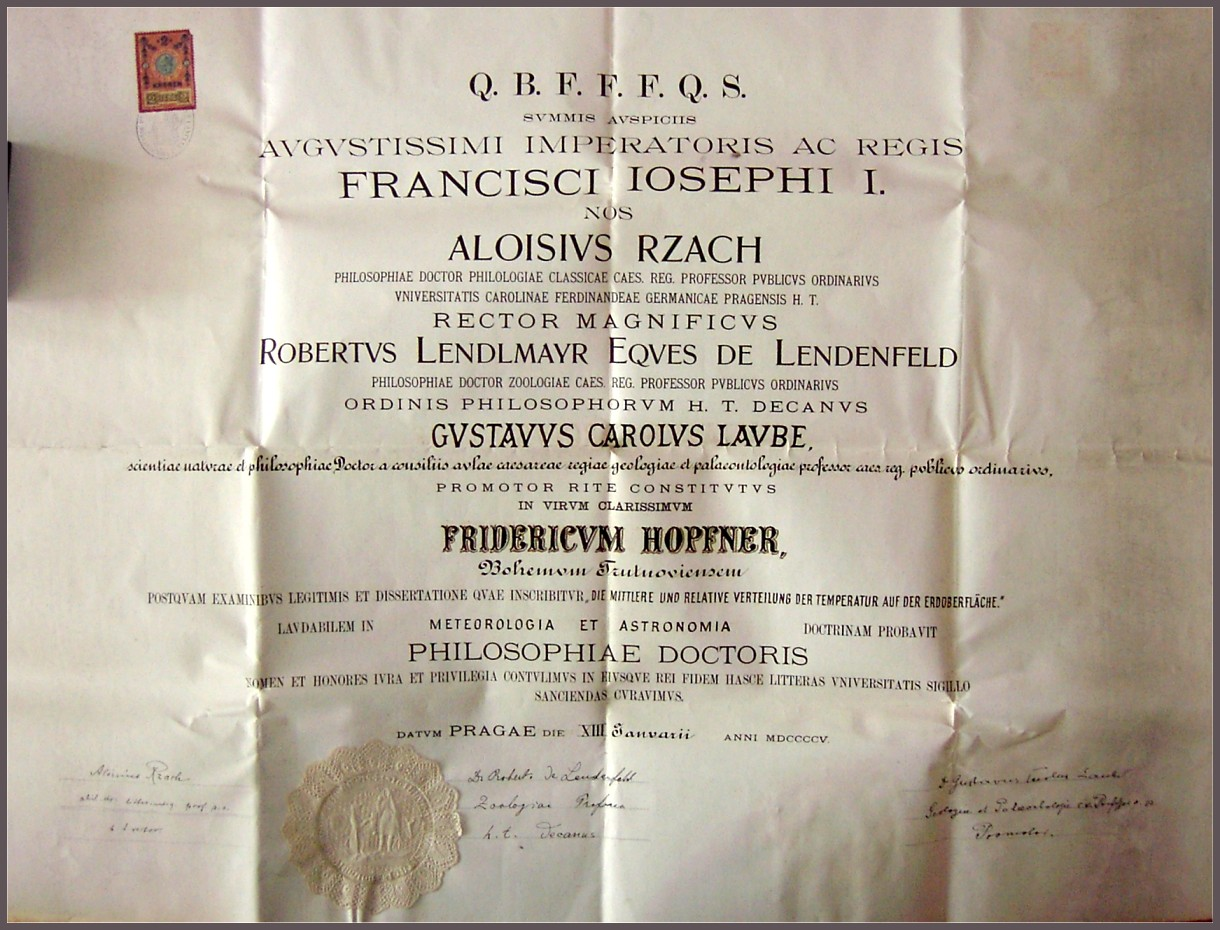
フリードリヒ・ホプフナー (英語版) の博士学位証書。1905年ドイツ語系大学授与。
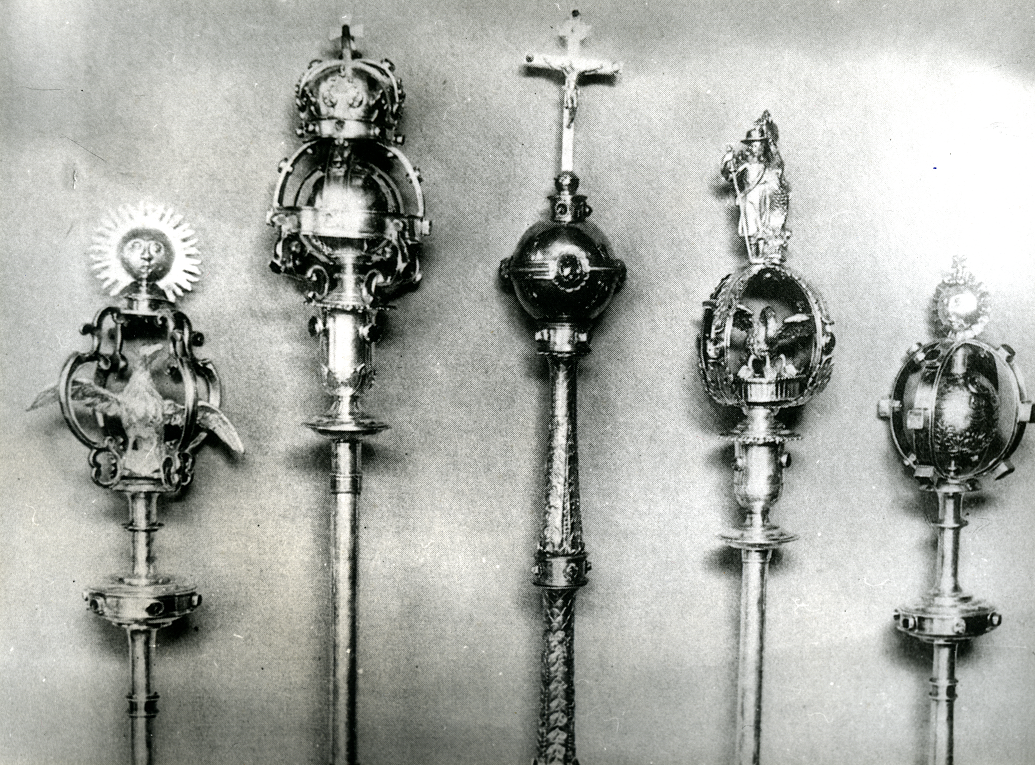
左から「神学部の笏」「法学部の笏」「学長の笏」「医学部の笏」「哲学部の笏」
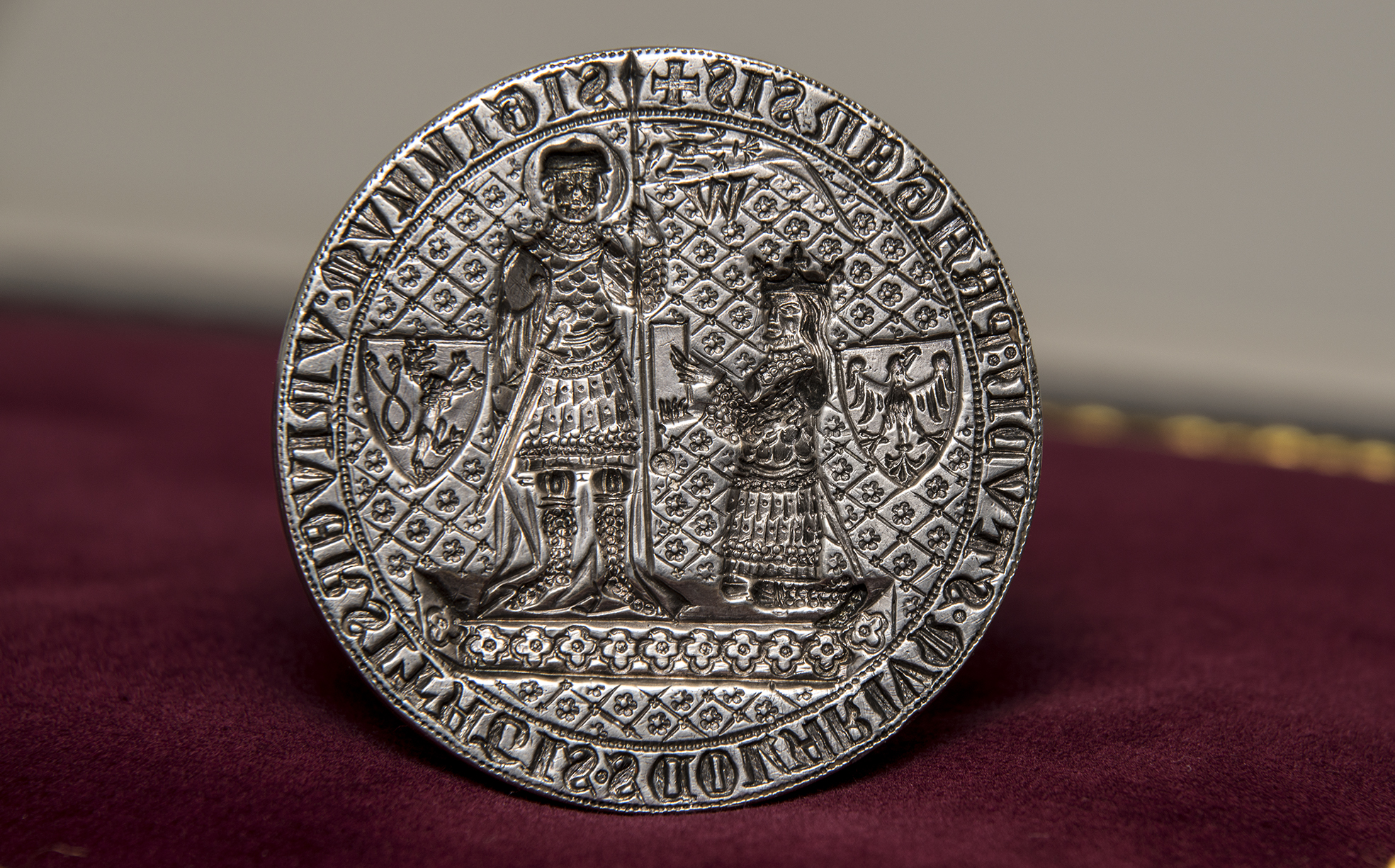
カレル大学紋章が彫られた儀式用印章

## 事件
- 2023年12月21日、カレル大学芸術学部キャンパス内で男が銃を乱射し、14人が死亡。容疑者は同大学の24歳の学生とみられ、構内で死亡が確認、自殺したとみられている[15]。チェコの現代史上、最も死者の多い銃撃事件となった。